# Лук малоцветковый
Лук малоцветковый (лат. Allium oliganthum) — многолетнее травянистое растение, вид рода Лук (Allium) семейства Луковые (Alliaceae).

## Распространение и экология
В природе ареал вида охватывает Сибирь (Горный Алтай, Республика Тыва), центральные и восточные районы Казахстана, северо-запад Монголии и Китай (Синьцзян-Уйгурский автономный район).
Произрастает на солонцеватых лугах.

## Ботаническое описание
Луковицы удлинённо-яйцевидные, диаметром около 1 см, с скорлуповидно-кожистыми, коричневыми или фиолетово-коричневыми, разламывающимися, обхватывающими основание стебля и там параллельно-волокнистыми оболочками, прикреплены по нескольку к короткому корневищу. Стебель высотой 15—35 см, на треть или почти до половины одетый гладкими влагалищами листьев.
Листья в числе 1—2, полуцилиндрические, дудчатые, желобчатые, шириной 1—2 мм, короче стебля.
Чехол короткозаострённый, в полтора—два раза короче зонтика, остающийся. Зонтик пучковато-полушаровидный или шаровидный, многоцветковый, сравнительно негустой. Цветоножки почти равные, в два—три раза длиннее околоцветника, при основании без прицветников. Листочки колокольчатого околоцветника розовые, с более тёмной жилкой, продолговатые, острые, длиной 5—6 мм. Нити тычинок немного короче листочков околоцветника, при основании между собой и с околоцветником сросшиеся, цельные, почти равные, из шиловидные. Столбик немного выдается из околоцветника.
Коробочка в полтора раза короче околоцветника.

## Таксономия
Вид Лук малоцветковый входит в род Лук (Allium) семейства Луковые (Alliaceae) порядка Спаржецветные (Asparagales).
|  |                                      |  |                                                             |                                                             |                   |  | ещё 24 семейства (согласно Системе APG II) | ещё 24 семейства (согласно Системе APG II) |                       |  |  |  | ещё более 870 видов |
|  |                                      |  |                                                             |                                                             |                   |  | ещё 24 семейства (согласно Системе APG II) | ещё 24 семейства (согласно Системе APG II) |                       |  |  |  | ещё более 870 видов |
|  |                                      |  |                                                             | порядок Спаржецветные                                       |                   |  |                                            |                                            | род Лук               |  |  |  |                     |
|  |                                      |  |                                                             | порядок Спаржецветные                                       |                   |  |                                            |                                            | род Лук               |  |  |  |                     |
|  | отдел Цветковые, или Покрытосеменные |  |                                                             |                                                             | семейство Луковые |  |                                            |                                            | вид Лук малоцветковый |  |  |  |                     |
|  | отдел Цветковые, или Покрытосеменные |  |                                                             |                                                             | семейство Луковые |  |                                            |                                            |                       |  |  |  |                     |
|  |                                      |  | ещё 44 порядка цветковых растений (согласно Системе APG II) | ещё 44 порядка цветковых растений (согласно Системе APG II) |                   |  |                                            | ещё около 300 родов                        | ещё около 300 родов   |  |  |  |                     |
|  |                                      |  |                                                             | ещё 44 порядка цветковых растений (согласно Системе APG II) |                   |  |                                            |                                            | ещё около 300 родов   |  |  |  |                     |